# Brachymyrmex brevicornis
Brachymyrmex brevicornis é uma espécie de inseto do gênero Brachymyrmex, pertencente à família Formicidae.